# Eva Luna (telenovela)
Eva Luna è una telenovela di produzione statunitense-venezuelana, girata a Los Angeles tra il 2010 ed il 2011. Protagonisti sono Blanca Soto e Guy Ecker.
In Italia è trasmessa a partire dal 1 novembre 2014 sul canale pay del digitale terrestre Mya e poi in chiaro su Mediaset Extra.
Dal 21 gennaio viene ritrasmessa su Donna TV.
In onda su Soap Latino, disponibile su SamsungTVPlus, RakutenTV, Plex, TitanOS, XiaomiTV+, e on demand su Prime Video

## Trama
Eva si trasferisce dalla piantagione di mele dove lavora nel sud della California insieme a suo padre Ismael e sua sorella Alice, verso la grande città di Los Angeles, in quanto l'uomo è molto malato e decide che è arrivato il momento di rivelare alla figlia maggiore un grande segreto riguardo a sua madre, scomparsa molti anni prima per correre dietro un altro uomo. 
Purtroppo mentre Ismael sta conducendo Eva verso la casa della madre viene investito da un'auto in corsa che si dilegua e lo lascia in terra morto.
Il responsabile di questo incidente è Leonardo Arismendi, figlio della perfida Marcella e di Giulio, un uomo malato e paralizzato su una sedia a rotelle.
A Los Angeles vive anche Daniele Villanueva, manager pubblicitario di successo che è appena stato eletto miglior creativo dell'anno, amico di Leonardo e fidanzato con Victoria, sorella dell'amico.
L'uomo è vedovo da tempo ed ha una bambina di nome Laura, alla quale sogna di dare una nuova famiglia.
Eva cerca disperatamente lavoro per poter mantenere gli studi di sua sorella e poter andare avanti, ma il destino è crudele con lei, e quando trova finalmente un impiego lo perde proprio per colpa di Daniele Villanueva.
Nonostante i primi scontri tra i due, Daniele si sente attratto dalla bellissima Eva, che non fa che pensare a lui, anche se lo detesta per averle fatto perdere il lavoro.
Anche Leonardo mostra interesse per Eva, e si prefigge l'obiettivo di conquistarla, ignorando però che è la figlia dell'uomo che ha investito e ucciso e così la assume come infermiera di suo padre.
Neppure a villa Arismendi la vita per Eva è facile, in quanto è disprezzata e maltrattata dalla signora Marcella, responsabile tra l'altro delle condizioni di salute del marito, che avvelena giorno dopo giorno, fingendo di curarlo.
Il destino fa sì che Daniele ed Eva si innamorino perdutamente, ma si troveranno a fare i conti con Leonardo e Vittoria, che si sono coalizzati contro di loro insieme alla perfida Marcella.
Eva continua intanto a cercare il responsabile della morte di suo padre, e viene così a sapere che l'auto che lo ha investito è proprio quella di Daniele, ignorando però che alla guida quel giorno c'era Leonardo, il quale alimenta senza freni questa sporca bugia.
Eva così si allontana da Daniel, e Vittoria e Marcella, ancora complici, ordiscono un piano per far credere all'uomo che la ragazza abbia tentato di raggirarlo per mettere le mani sul suo patrimonio.
Daniele, amareggiato da ciò, denuncia Eva e finisce con lo sposare Victoria, senza però amarla.
Eva riuscirà comunque a mettere le mani sul patrimonio degli Arismendi anche senza volerlo, in quanto Giulio, scoperto il piano di sua moglie, finge di morire e intesta tutto alla ragazza, che torna nella vita di Daniele con una nuova identità, disposta a vendicarsi di lui e di Leonardo, il quale, con la scusa di proteggerla e nasconderla dalla polizia, l'aveva segregata in casa sua drogandola. 
La ragazza, sempre con l'aiuto di Giulio, verrà ben presto scagionata e, recuperata la sua vera identità, subentrerà a capo dell'azienda di famiglia.
Daniele, dal canto suo, dopo aver scoperto il tradimento di Leonardo, decide di lottare per dimostrare la propria innocenza e riconquistare il cuore della sua amata, che ormai è accecato dal desiderio di vendetta.

## Personaggi e interpreti
- Eva Luna González Aldana de Villanueva, interpretata da Blanca Soto, doppiata da Olivia Manescalchi.
Ex ragazza di immagine della "Mela", ex cameriera personale di Giulio, ora Azionista della Arismendi Pubblicità, figlia di Ismael e Deborah, sorella di Alice, nipote di Matilda, grande amica di Giulio, madre di Pablito, matrigna di Lauretta, moglie di Daniele, ex fidanzata di Leonardo.
- Daniele Villanueva, interpretato da Guy Ecker, doppiato da Tony Sansone.
Azionista della Arismendi Pubblicità, marito di Eva, ex marito di Vittoria, padre di Lauretta e Pablito, grande amico di Francesco e di Giulio, ex fiamma di Liliana.
- Leonardo "Leo" Arismendi Castro †, interpretato da Julián Gil, doppiato da Oliviero Cappellini.
Ex amministratore della Arismendi Pubblicità, figlio di Marcella e di "Il Gallo", fratello adottivo di Vittoria, ex figliastro di Giulio, è innamorato di Eva, uccise il padre di Eva, il figlio non nato di Alice, Renata con uno sparo, è il mandante dell'omicidio di Claudia, stava per essere ucciso dal detective Ravela ma viene investito da un'auto.
- Marcella Castro divorziata de Arismendi †, interpretata da Susana Dosamantes, doppiata da Lucia Valenti.
Ex direttrice e azionista della Arismendi Pubblicità, Deborah's ex-friend, madre di Leonardo, madre adottiva di Vittoria, ex moglie di Giulio, ex fidanzato di "Il Gallo", avvelena i genitori e la prima moglie di Daniele per impossessarsi della sua fortuna, il bambino non ancora nato di Claudia, poi Bruno e la sua amante Rosaura, e anche "Il Gallo", attenta anche alla vita di Eva e Daniele, muore perché scoppia un incendio nella sua camera.
- Vittoria Arismendi Castro nata Arismendi Valdéz divorziata Villanueva, interpretata da Vanessa Villela, doppiata da Vanessa Giuliani.
Modella della Arismendi Pubblicità, figlia di Giulio e Giustina, figlia adottiva di Marcella, nipote di Renata, sorellastra di Leonardo, ex moglie di Daniele, ex amica di Claudia e Liliana, ex matrigna di Lauretta, ex nemica ora amica di Eva.
- Alice González Aldana[1], interpretata da Sofía Lama, doppiata da Roberta Maraini.
Truccatrice della Arismendi Pubblicità, figlia di Ismael e Deborah, sorella minore di Eva, nipote di Matilde, grande amica di Marisol, ex ragazza di Tony ed ex amante di Leonardo, fidanzata ufficiale di Tony Santana, aspettava un figlio da Leonardo.
- Giulio Arismendi, interpretato da Jorge Lavat, doppiato da Gianni Gaude.
Grande amico di Eva e Daniele a cui lascerà le quote, padre di Vittoria, ex marito di Marcella, ex patrigno di Leonardo, ex fidanzato di Giustina.
- Giustina Valdéz de Guzmán, interpretata da Lupita Ferrer, doppiata da Stefania Giuliani.
Proprietaria di una pensione, moglie di Riccardo, ex fidanzata di Giulio, madre biologica di Vittoria, sorellastra di Renata, madre adottiva di Adriano.
- Renata Cuervo †, interpretata da Anna Silvetti, doppiata da Francesca Vettori.
Governante della famiglia Arismendi, zia di Vittoria, sorellastra di Giustina, è innamorata di Giulio, viene uccisa da Leonardo.
- Tony Santana, interpretato da Alejandro Chabán, doppiato da Alessandro Germano.
Assistente e complice di "Il Gallo" e Leonardo. Da sempre innamorato di Alice, che lo lascia finché Tony non lascia la malavita e accetta di fidanzarsi con lui.
- Laura "Lauretta" Villanueva[2], interpretata da Gabriela Borges, doppiata da Erika Laiolo.
- Adriano Reyes, interpretato da Christian Vega, doppiato da Martina Tamburello.
- Pablo "Pablito" Villanueva González, interpretato da ?.
- Francesco Ramírez Conti, interpretato da Harry Geithner, doppiato da Walter Rivetti.
Autista e amico di Daniele, ex marito di Marisol e attuale marito di Jackie.
- Jackie de Ramírez Conti, interpretata da Leticia Morales, doppiata da Alice Bertocchi.
Governante e tata di Lauretta e Pablita e amica di Eva, moglie di Francesco.
- Marisol Martínez Santana divorziata de Ramírez Conti, interpretata da Daniela Schmidt, doppiata da Laura Righi.
Stripteaser, sorella di Tony Santana, amica di Alice e Eva, ex moglie di Francesco.
- Riccardo Guzmán, interpretato da Raúl Xiques, doppiato da Alberto Olivero.
Marito di Giustina, patrigno di Vittoria, padre adottivo di Adriano.
- Matilde González, interpretata da Sonia Noemí, doppiata da Patrizia Giangrand.
Sorella di Ismael, cognata di Deborah, zia di Eva e Alice, prozia di Pablito. sa leggere le carte.
- Deborah Aldana vedova de González, interpretata da Frances Ondiviela, doppiata da Patrizia Scianca.
 Moglie di Ismael, madre di Eva e Alice, nonna di Pablito, ex amica di Marcella, suocera di Daniele. Aveva tradito suo marito con uno più giovane.
- Claudia Jiménez †, interpretata da Greydis Gil, doppiata da Valentina Pollani.
Grande amica di Vittoria, ex fidanzata di Leonardo, aspettava un figlio da Leonardo, viene uccisa da "Il Gallo", per ordine di Leonardo.
- Bruno Lombardi †, interpretato da José Guillermo Cortines.
Ex amante di Marcella e Vittoria, fidanzato di Rosaura. Viene ucciso da Marcella.
- "Il Gallo" †, interpretato da Franklin Virgüez, doppiato da Donato Sbodio.
Padre biologico di Leonardo, ex fiamma di Marcella, capo di Leonardo e Tony, viene ucciso da Marcella.
- Carlos Maldonado, interpretato da Carlos Ferro, doppiato da Luca Sbaragli.
Fidanzato di Alice e Modello della Arismendi Pubblicità.
- Liliana Solis, interpretata da Priscila Perales, doppiata da Bianca Meda.
 Amica di Vittoria, complice-amante di Leonardo, viene arrestata dopo che rapisce Lauretta. Era stata pagata da Leonardo perché s'intromettesse fra Daniele e Vittoria.
- Ismael González †, interpretato da Eduardo Ibarrola, doppiato da Maurizio Di Girolamo.
Marito di Deborah, padre di Eva e Alice, fratello di Matilde, nonno di Pablito, suocero di Daniele. Viene investito da Leonardo con l'auto di Daniele per errore.
- Aurelia, interpretata da Liz Coleandro.
Ex cuoca di Villa Arismendi e amica di Eva.
- Violeta, interpretata da Ana Carolina da Fonseca, doppiata da Rebecca Viora.
Streptesear e amica di Marisol.
- Olga, interpretata da Stephie Torres.
Segretaria Personale di Eva e prima di Marcella.
- Sabrina Robles, interpretata da Patricia Ramos.
Ex cameriera di Villa Arismendi. Sfigurata nel volto da Vittoria.
- Ms Farinas, interpretata da Cristina Figarola.
Maestra di Lauretta e Adriano.
- Padre Suárez, interpretato da Enrique Herrera, doppiato da Mirco Marchetti.
Prete di Los Angeles.
- Tiran, interpretato da Ernesto Molina.
Tirapiedi di "Il Gallo" e Detective assunto da Vittoria e Leonardo per trovare Eva.
- Rosaura †, interpretata da Kari Musa, doppiata da Annalisa Platania.
Viene uccisa da "Il gallo" per ordine di Marcella perché complice di Bruno Lombardi.
- David Basañez, interpretato da Juan Troya.
Avvocato di Marcella.
- Dr. Marco Garcia, interpretato da Marcos Miranda.
Medico amico di Giulio Arismendi.

## Curiosità
- Si tratta di un remake della telenovela Aguamarina, prodotta nel 1997 e con protagonisti Ruddy Rodriguez e Leonardo Garcia.